# GOMTV Global StarCraft II League
GOMTV Global Starcraft II League (GSL) é um torneio de StarCraft II: Wings of Liberty realizado pela GomTV e Blizzard Entertainment na Coreia do Sul. Há um stream em inglês disponível para telespectadores não-Coreanos. O torneio apresenta duas ligas, a Code S (mais importante) e a Code A (menos importante). A Code S e outros grandes eventos são apresentados por Dan "Artosis" Stemkoski e Nick "Tasteless" Plott, enquanto que o Code A possui um número de comentaristas variáveis, atualmente sendo narrada por "Wolf". O evento é transmitido de segunda a sexta pela GomTV, com as ligas individuais regulares ocorrendo de segunda a quarta, e a GOMTV Global StarCraft II Team League de quinta à sexta.

## GSL-MLG Exchange Program
A Major League Gaming e a GOMTV anunciaram um programa de intercâmbio de jogadores entre os torneios. A MLG convidará e fornecerá viagens para quatro jogadores Coreanos em cada torneio, e os jogadores serão colocados diretamente na Championship pool. Começando na MLG Anaheim 2011, o vencedor do torneio receberá uma vaga no Code S, e os três melhores jogadores não-Coreanos (quatro melhores, caso o campeão seja Coreano) receberão uma vaga no Code A. Jogadores poderão utilizar a casa de estrangeiros da GOMTV durante sua estadia na Coreia.[carece de fontes?]
A MLG Columbus 2011 foi o primeiro evento a receber os convidados Coreanos. Moon "MMA" Sung Won venceu o torneio e os outros convidados terminaram em 2°, 3° e 8° lugar. Jogadores não-Coreanos que aceitaram as vagas no Code A foram Johan "NaNiWa" Lucchesi, Marcus "ThorZaIN" Eklöf e Jian Carlo "Fenix" Morayra Alejo. Eles participaram em ambas a GSL e GSTL de Agosto. Na liga de times, participaram do time F. United, junto com jogadores do time Coreano WeMadeFox.
Após a MLG Providence 2011, pensava-se que NaNiWa receberia uma vaga no Code S por terminar em 2° lugar nas finais nacionais, mas foi revelado mais tarde que a vaga no Code S não havia sido premiada no evento.

## Eventos principais

### 2010 Open Seasons
As 2010 Open Seasons foram os primeiros torneios da GSL, apresentando três eventos iniciais com um total de prêmios de quase $500,000, e um prêmio de $100,000 para o vencedor. Os prêmios atraíram atenção mundial ao se tornarem a maior premiação da história dos e-Sports. O propósito das Open Seasons era organizar os jogadores para o Code S e ode A, para as temporadas de 2011.

### Sponsorship League
A Sponsorship League é o torneio regular realizado diversas vezes por ano. O Code S é a liga principal e consiste dos melhores 32 jogadores na Coreia. O vencedor do Code S é coroado como campeão da GSL. O Code A é uma liga menor, também com 32 jogadores. O vencedor do Code A se qualifica para o Code S. Os sete melhores jogadores do Code A e os 8 piores jogadores do Code S participam em partidas Up & Down, em grupos de cinco jogadores. Os dois melhores jogadores de cada grupo se qualificam para o Code S. Qualificatórias para o Code A são realizadas antes do início de uma nova temporada. Apenas os melhores jogadores (chamados Code B) no servidor Coreano da Battle.net podem participar. Jogadores estrangeiros podem participar as qualificatórias sem atender esses critérios.
Para a temporada 2011 GSL November, foi anunciado que o formato seria modificado para lidar com certos problemas do Code S e Code A. Um quadro foi lançado pouco depois, ilustrando o novo formato, que consistiria em um torneio duplo, onde jogadores do Code S imediatamente caem para o Code A, e agora terão que continuar jogando para voltar para o Code S. Com o novo formato da GSL, não existem mais campeões do Code A.
A temporada de 2012 terá uma leve mudança de formato, resultando em temporadas mais longas e com pequenas mudanças nas premiações do Code A. Devido à temporada estendida, haverá apenas 5 torneios GSL no ano.

### World Championship
O World Championship é um torneio anual que convida os oito melhores jogadores não-Coreanos para a Coreia do Sul, para enfrentar os oito melhores jogadores Coreanos. É um torneio realizado em duas partes, a primeira sendo o torneio em times Korea versus the World, a segunda sendo um torneio com os 16 jogadores.
Em 2012, o evento World Championship não será realizado.

### Super Tournament
Similar aos torneios 2010 Open Seasons, os Super Tournaments são torneios com 64 jogadores, apresentando uma premiação de 202,000,000 Wons. Os participantes são determinados pelos pontos totais obtidos na GSL durante o ano.
Em 2012, o evento Super Tournament não será realizado.

## Eventos especiais

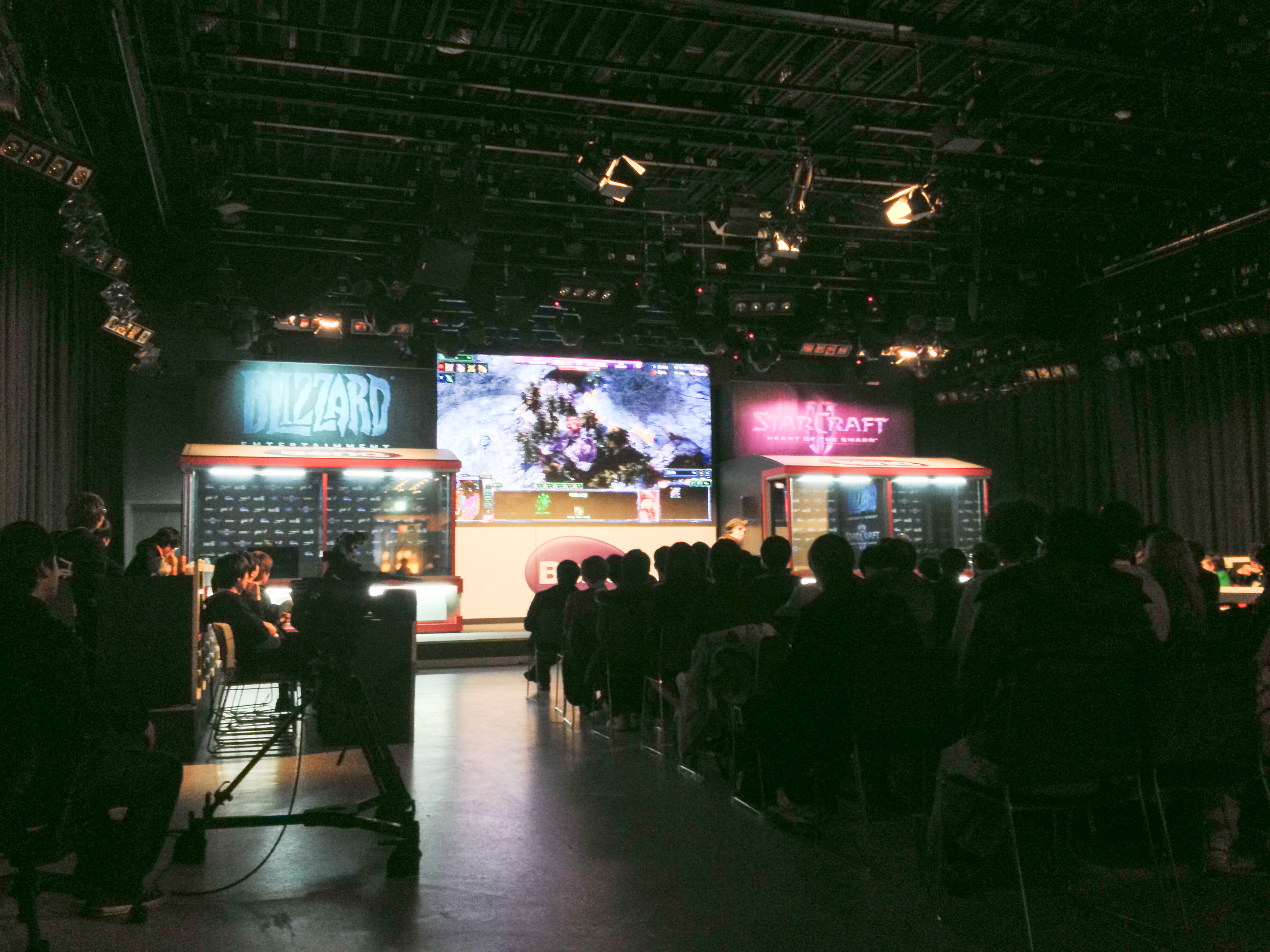
Estúdio da GOMTV

### Arena of Legends
A Arena of Legends é uma série de torneios especiais disponíveis apenas para usuários premium. Eles são, geralmente, torneios online, diferente do padrão offline da GSL. O primeiro evento apresentou quatro representantes de cada raça e foi transmitido durante o mês de Setembro de 2011, nos sábados e domingos. Outro torneio Arena of Legends foi anunciado em 2 de Novembro de 2011, chamado Team Ace Invitational, apresentando dois jogadores de cada time Coreano se enfrentando para decidir quem era o maior ás. O terceiro Arena of legends foi anunciado em 27 de Dezembro de 2011, chamado Arena of Legends: King of Kong, apresentando todos os vice-campeões que não haviam vencido um torneio GSL. "Kong" é o Coreano para "semente", e se refere a Hong Jin-Ho, uma lenda do Brood War que era famoso por alcançar a segunda posição nos torneios.

### Blizzard Cup
Os 10 melhores jogadores do ano competirão em um torneio para decidir quem foi o melhor do ano, em um evento de duas fases que inclui um estágio de grupos e um playoff. O evento de 2011 apresentou os 5 melhores jogadores no ranking da GSL e campeões de outros eventos, como a MLG, BlizzCon e WCG 2011.

## Campeões

### Code S e outros grandes torneios
Essa é uma lista com todos os grandes torneios da GSL. Eles são considerados de mesmo nível pela GOMTV, e o vencedor de qualquer um deles recebe título de campeão da GSL.
| Ano  | Nome do Torneio                                           | Vencedor                                 | Resultos Finais | Vice-campeão                                |
| ---- | --------------------------------------------------------- | ---------------------------------------- | --------------- | ------------------------------------------- |
| 2010 | TG-Intel STARCRAFT II Open Season1                        | Kim "FruitDealer" Won Gi (TSL) (Zerg)    | 4 - 1           | Kim "Rainbow" Sung Je (ST) (Terran)         |
| 2010 | Sony Ericsson STARCRAFT II Open Season2                   | Lim "NesTea" Jae Duk (IM) (Zerg)         | 4 - 3           | Lee "MarineKing" Jung Hoon (Prime) (Terran) |
| 2010 | Sony Ericsson STARCRAFT II Open Season3                   | Jang "MC" Min Chul (oGs) (Protoss)       | 4 - 1           | Park "Rain" Seo Yong (TSL) (Terran)         |
| 2011 | Sony Ericsson Global StarCraft II League Jan.             | Jeong "Mvp" Jong Hyeon (IM) (Terran)     | 4 - 0           | Lee "MarineKing" Jung Hoon (Prime) (Terran) |
| 2011 | 2nd Generation Intel Core Global Starcraft II League Mar. | Jang "MC" Min Chul (oGs) (Protoss)       | 4 - 1           | Park "July" Sung Joon (ST) (Zerg)           |
| 2011 | LG Cinema 3D World Championship Seoul                     | Jeong "Mvp" Jong Hyeon (IM) (Terran)     | 4 - 2           | Lee "MarineKing" Jung Hoon (Prime) (Terran) |
| 2011 | LG Cinema 3D Global StarCraft II League May               | Lim "NesTea" Jae Duk (IM) (Zerg)         | 4 - 0           | Song "InCa" Joon Hyuk (oGs) (Protoss)       |
| 2011 | LG Cinema 3D GSL Super Tournament                         | Choi "Polt" Sung Hoon (Prime) (Terran)   | 4 - 0           | Moon "MMA" Sung Won (SlayerS) (Terran)      |
| 2011 | Pepsi Global StarCraft II League July                     | Lim "NesTea" Jae Duk (IM) (Zerg)         | 4 - 0           | Hwang "LosirA" Kang Ho (IM) (Zerg)          |
| 2011 | Pepsi Global StarCraft II League August                   | Jeong "MVP" Jong Hyeon (IM) (Terran)     | 4 - 1           | Kim "TOP" Jung Hoon (oGs) (Terran)          |
| 2011 | Sony Ericsson Global Starcraft II League Oct.             | Moon "MMA" Sung Won (SlayerS) (Terran)   | 4 - 1           | Jeong "Mvp" Jong Hyeon (IM) (Terran)        |
| 2011 | Sony Ericsson Global Starcraft II League Nov.             | Jung "jjakji" Ji-Hoon (NSHoSeo) (Terran) | 4 - 2           | Lee "Leenock" Dong-Nyung (FXO) (Zerg)       |
| 2011 | Blizzard Cup                                              | Moon "MMA" Sung Won (SlayerS) (Terran)   | 4 - 3           | Park "DongRaeGu" Soo Ho (MVP) (Zerg)        |
| 2012 | 2012 Global StarCraft II League Season 1                  | Park "DongRaeGu" Soo Ho (MVP) (Zerg)     | 4 - 2           | Jung "Genius" Min Soo (MVP) (Protoss)       |
| 2012 | 2012 Global StarCraft II League Season 2                  | Jeong "MVP" Jong Hyeon (IM) (Terran)     | 4 - 3           | Won "PartinG" Lee Sak (MVP) (Protoss)       |

|  | Regular Season |  | World Championship |  | Super Tournament |  | Blizzard Cup |  | Open Season |

- As finais da 2011 GSL October foram realizadas em Anaheim, Califórnia, Durante a BlizzCon. Essa foi a primeira final da GSL a acontecer fora da Coreia do Sul.[17]

### Code A
Não haverá mais campeões do Code A devido ao novo formato inserido na 2011 GSL November.
| Ano  | Nome do Torneio                                           | Vencedor                                 | Resultos Finais | Vice-campeão                                 |
| ---- | --------------------------------------------------------- | ---------------------------------------- | --------------- | -------------------------------------------- |
| 2011 | Sony Ericsson Global StarCraft II League Jan.             | Kim "TOP" Jung Hoon (oGs) (Terran)       | 4 - 3           | Byun "Byun" Hyun Woo (ZeNex) (Terran)        |
| 2011 | 2nd Generation Intel Core Global Starcraft II League Mar. | Hwang "LosirA" Kang Ho (IM) (Zerg)       | 4 - 3           | Kim "SuperNoVa" Young Jin (oGs) (Terran)     |
| 2011 | LG Cinema 3D Global StarCraft II League May               | Choi "Bomber" Ji Sung (ST) (Terran)      | 4 - 2           | Jeong "MVP" Jong Hyeon (IM) (Terran)         |
| 2011 | Pepsi Global StarCraft II League July                     | Kim "Puzzle" Sang-Joon (ZeNEX) (Protoss) | 4 - 2           | Kim "Tassadar" Jung Hoon (NSHoSeo) (Protoss) |
| 2011 | Pepsi Global StarCraft II League August                   | Kim "GanZi" Dong Ju (SlayerS) (Terran)   | 4 - 3           | Lee "MarineKing" Jung Hoon (Prime) (Terran)  |
| 2011 | Sony Ericsson Global StarCraft II League Oct.             | Lee "Curious" Won Pyo (ST) (Zerg)        | 4 - 0           | Kim "Oz" Hak Soo (FXO) (Protoss)             |

### Torneios Especiais
Campeões de torneios especiais não são considerados campeões da GSL.
| Ano  | Nome do Torneio                         | Vencedor                                    | Resultos Finais | Vice-campeão                                |
| ---- | --------------------------------------- | ------------------------------------------- | --------------- | ------------------------------------------- |
| 2010 | GomTV All-Stars Invitational 2010       | Han "Kyrix" Joon (Zenith) (Zerg)            | 2 - 0           | Lee "MarineKing" Jung Hoon (Prime) (Terran) |
| 2011 | Arena of Legends                        | Lee "MarineKing" Jung Hoon (Prime) (Terran) | 4 - 1           | Park "DongRaeGu" Soo Ho (MVP) (Zerg)        |
| 2011 | Arena of Legends: Team Ace Invitational | Jeong "MVP" Jong Hyeon (IM) (Terran)        | 3 - 2           | Kim "GanZi" Dong Ju (SlayerS) (Terran)      |
| 2012 | Arena of Legends: King of Kongs         | Park "DongRaeGu" Soo Ho (MVP) (Zerg)        | 4 - 1           | Hwang "LosirA" Kang Ho (IM) (Zerg)          |

## Team League
GOMTV Global Starcraft II Team League (GSTL) é uma torneio de StarCraft II: Wings of Liberty realizado pela GomTV e Blizzard Entertainment na Coreia do Sul. A GSTL se foca no jogo de equipe, para decidir qual é o melhor time. A GSTL é transmitida nas quintas e sextas.